# Eulophus smerinthi
Eulophus smerinthi är en stekelart som först beskrevs av William Harris Ashmead 1898.  Eulophus smerinthi ingår i släktet Eulophus och familjen finglanssteklar. Inga underarter finns listade i Catalogue of Life.